# Église Saint-Nicolas de Strasbourg
Pour les articles homonymes, voir Église Saint-Nicolas.
L'église Saint-Nicolas de Strasbourg est située quai Saint-Nicolas dans le quartier du Finkwiller. Bordant l'Ill, elle se trouve dans le centre historique de la ville.
Dédiée à Nicolas de Myre, elle accueille une communauté du renouveau charismatique rattachée aux églises protestantes d'Alsace-Moselle.
L'édifice fait l'objet d'un classement au titre des monuments historiques depuis le 10 mai 1995.

## Histoire
L'église a été construite entre 1387 et 1454 sur le site d'une ancienne église dédiée à Marie-Madeleine. Cette ancienne église, qui datait de 1182, avait été fondée par le chevalier Walther Spender et avait été construite sur le site d'un petit fort romain. La tour avec sa flèche effilée a été érigée en 1585. L'intérieur a été remanié au XVIIe siècle. La façade et la sacristie, qui datent de 1905, sont d'Émile Salomon, l'architecte de l'église du Temple Neuf.
L'intérieur contient des vestiges de fresques du XVe siècle.
L'orgue de 1707 des frères André et Gottfried Silbermann a été démonté en 1967.

## Anciens pasteurs célèbres
- Théodore Beck, directeur de l'École alsacienne
- Jean-Frédéric Bruch
- Georges Casalis, théologien et universitaire
- Mathias Engel
- Antoine Firn
- Charles Théodore Gérold
- Isaac Haffner
- Albert Schweitzer, médecin, théologien et prix Nobel de la paix. Il y préside notamment le mariage de Theodor Heuss, futur premier président de la République fédérale d'Allemagne le 11 avril 1908.
- Paul Émile Berron, fondateur de l'Action chrétienne en Orient en 1922